# Bernard River
Bernard River är ett vattendrag i Kanada.   Det ligger i territoriet Northwest Territories, i den norra delen av landet, 3 900 km nordväst om huvudstaden Ottawa.
Trakten runt Bernard River består i huvudsak av gräsmarker. Trakten runt Bernard River är nära nog obefolkad, med mindre än två invånare per kvadratkilometer.